# ناهید طباطبایی
ناهید طباطبایی (زادهٔ ۱۳۳۷ در تهران) نویسنده ایرانی است.
طباطبایی کودکی و نوجوانی خود را در جنوب ایران گذرانید و دانش‌آموختهٔ رشتهٔ ادبیات دراماتیک و نمایشنامه‌نویسی  است. او اغلب با نگاهی طنزگونه زندگی زنان را بیان می‌کند.
رمان چهل‌سالگی او توسط مصطفی رستگارپور به یک فیلمنامهٔ سینمایی تبدیل شد و فیلم چهل سالگی توسط علیرضا رئیسیان ساخته شد.
داستان همایون از مجموعه داستان جامه‌دران نیز به‌طور مشترک توسط ناهید طباطبایی و حمیدرضا قطبی به فیلم‌نامهٔ فیلم جامه‌دران (ساختهٔ ۱۳۹۳) بدل شد.
طباطبایی دیپلم افتخار بهترین فیلمنامه اقتباسی در بخش نگاه نو در سی و سومین دوره جشنواره فیلم فجر را نیز به دست آورد.